# قالب تزریق پلاستیک

## تاریخچهٔ قالب تزریق پلاستیک
در سال ۱۸۶۹ میلادی، جان وسلی هایِت، تولیدکننده توپ‌های بیلیارد روشی برای ساخت توپ بیلیارد از تزریق سلولوئید به یک قالب تزریق پلاستیک اولیه، ابداع نمود. وی با ارتقای سلولوئید، آن را برای فرآوری و ساخت شکل نهایی آماده ساخت. در سال ۱۸۷۲، جان و برادرش از اولین دستگاه تزریق پلاستیک رونمایی نموده که در مقایسه با ماشین‌آلات امروزی ساده و از اجزای کمتری برخوردار بود. این دستگاه به واسطهٔ یک پیستون، مواد را از داخل سیلندری داغ به داخل قالب تزریق پلاستیک می‌کرد.
با پیشرفت آرام صنعت در گذر سال‌ها، محصولات دیگری مانند فرم‌دهندهٔ یقهٔ پیراهن، دکمه و شانه‌های جیبی تولید گردید. در دهه ۱۹۴۰، بواسطهٔ تقاضای وسیع محصولات ارزان و انبوه در دوران جنگ جهانی دوم، مفهوم قالب‌های تزریق پلاستیک رشد چشمگیری به خود دید.
در سال ۱۹۴۶، جیمز هِندری اولین دستگاه تزریق مارپیچی را اختراع و صنعت قالب سازی پلاستیک را دگرگون نمود. قالب‌های تزریق پلاستیک که با توجه به عملکرد فوق‌العاده آن‌ها به‌ویژه سرعت قابل توجه در تولید قطعات به عنوان یکی از مناسب‌ترین روش‌های تولید با تیراژ بالا محسوب می‌شود اما باید توجه داشت با توجه به هزینه‌های بالای طراحی ساخت و نگهداری این قالب‌ها می‌طلبد تعداد تولیدات بالاتر از حد قابل توجهی برای واحد صنعتی باشد.

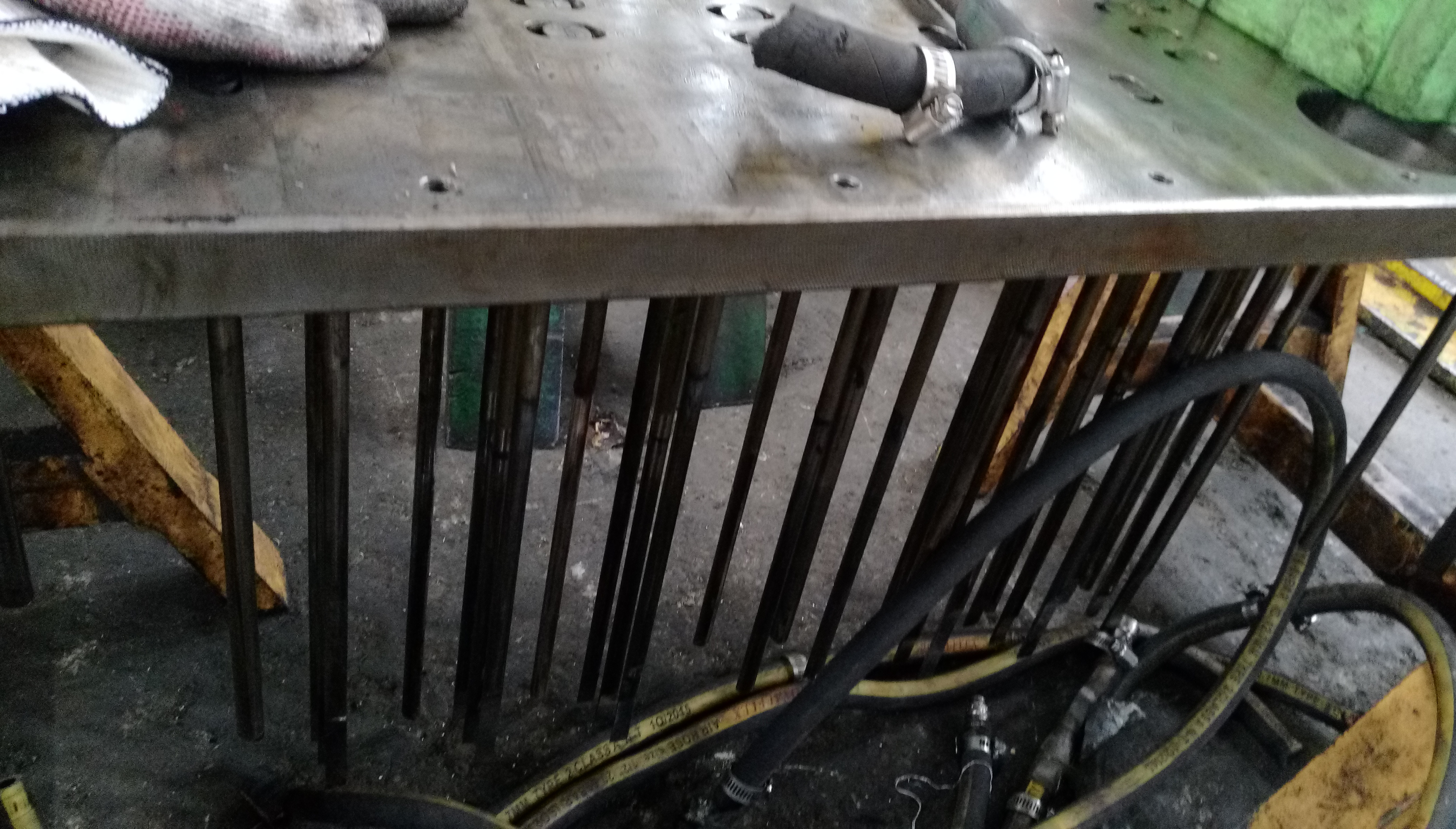
سیستم پران یک قالب تزریق پلاستیک

باید خاطر نشان کرد این روش تولید یکی از اقتصادی‌ترین و با دقت‌ترین روش‌ها در ساخت محصولات پلاستیکی به‌ویژه در صنعت خودرو سازی می‌باشد. این قالب‌ها در ابعاد مختلف می‌باشند که از مهم‌ترین فاکتورها اندازهٔ قطعهٔ تولید شده تعداد قطعهٔ تولید شده سیستم خنک کاری و نیروی کلمپینگ است.

## مزیت‌های روش تزریق پلاستیک

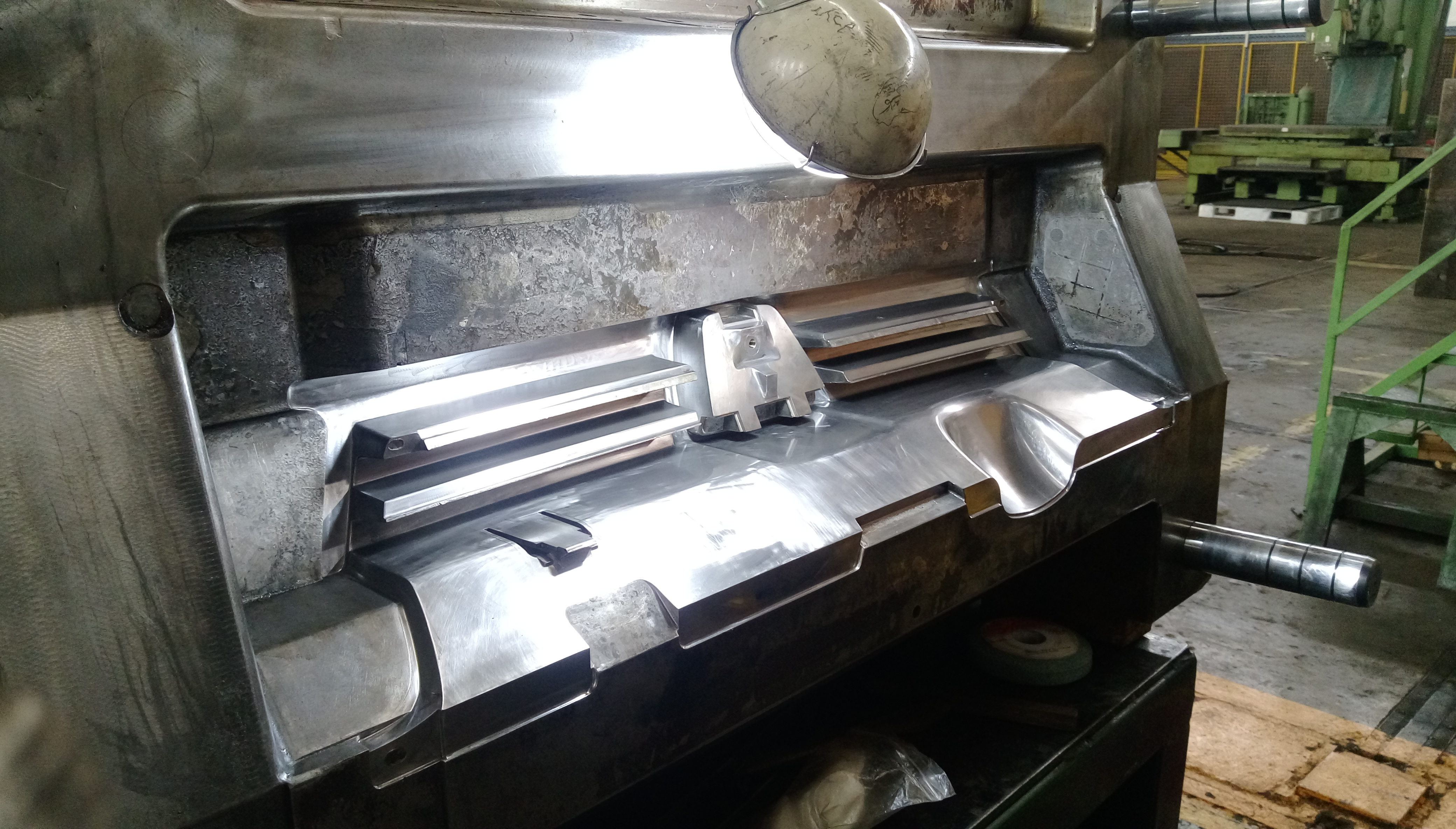
نمونه ای از سطح اول قالب

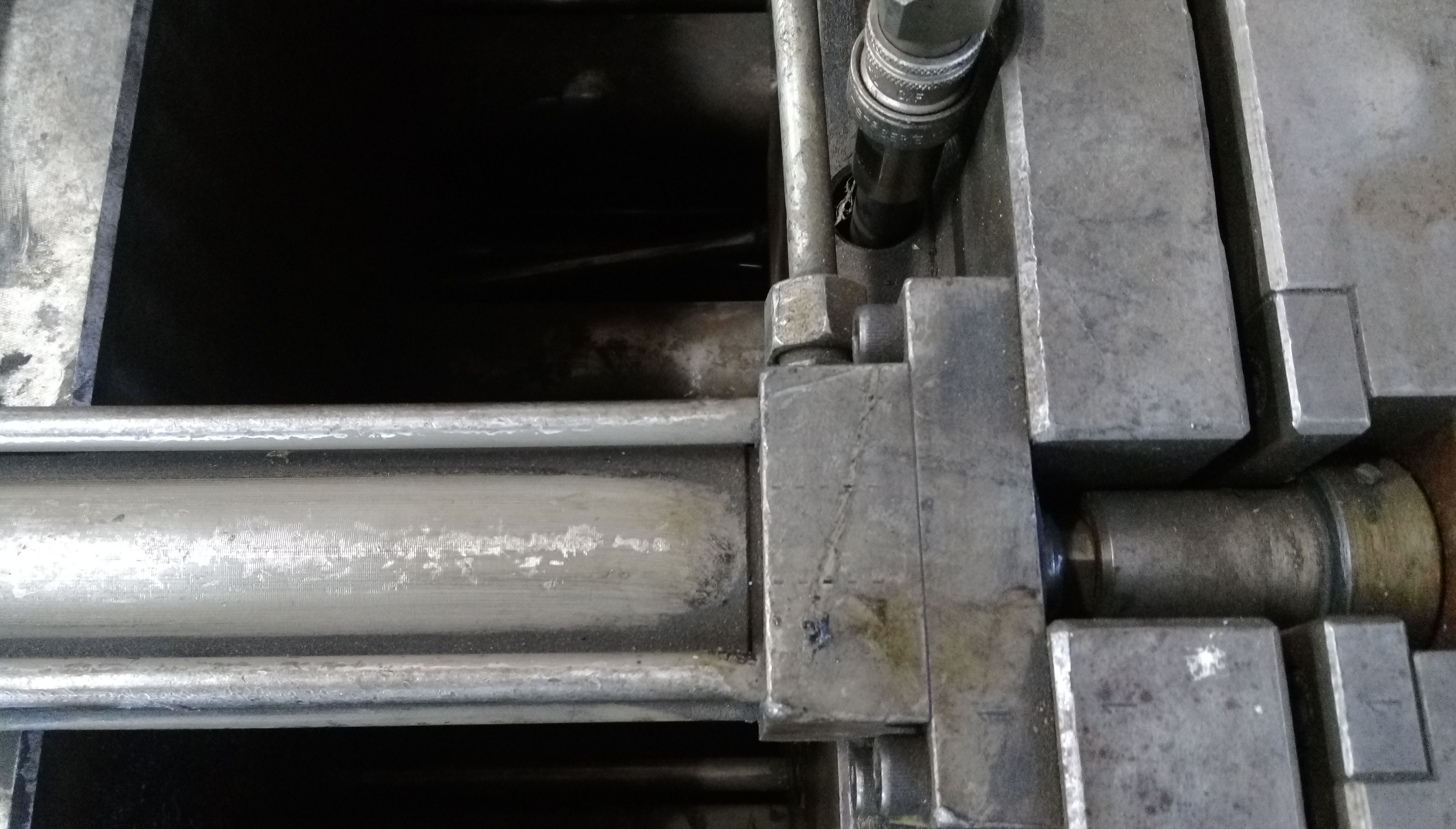
جک بکار رفته برای باز و بستن قالب

با ساخته شدن دقت بالا نیازی به ماشین کاری نخواهد داشت. بسته به هندسه شکل همزمان می‌تواند به تولید چندین محصول به‌طور همزمان بینجامد.

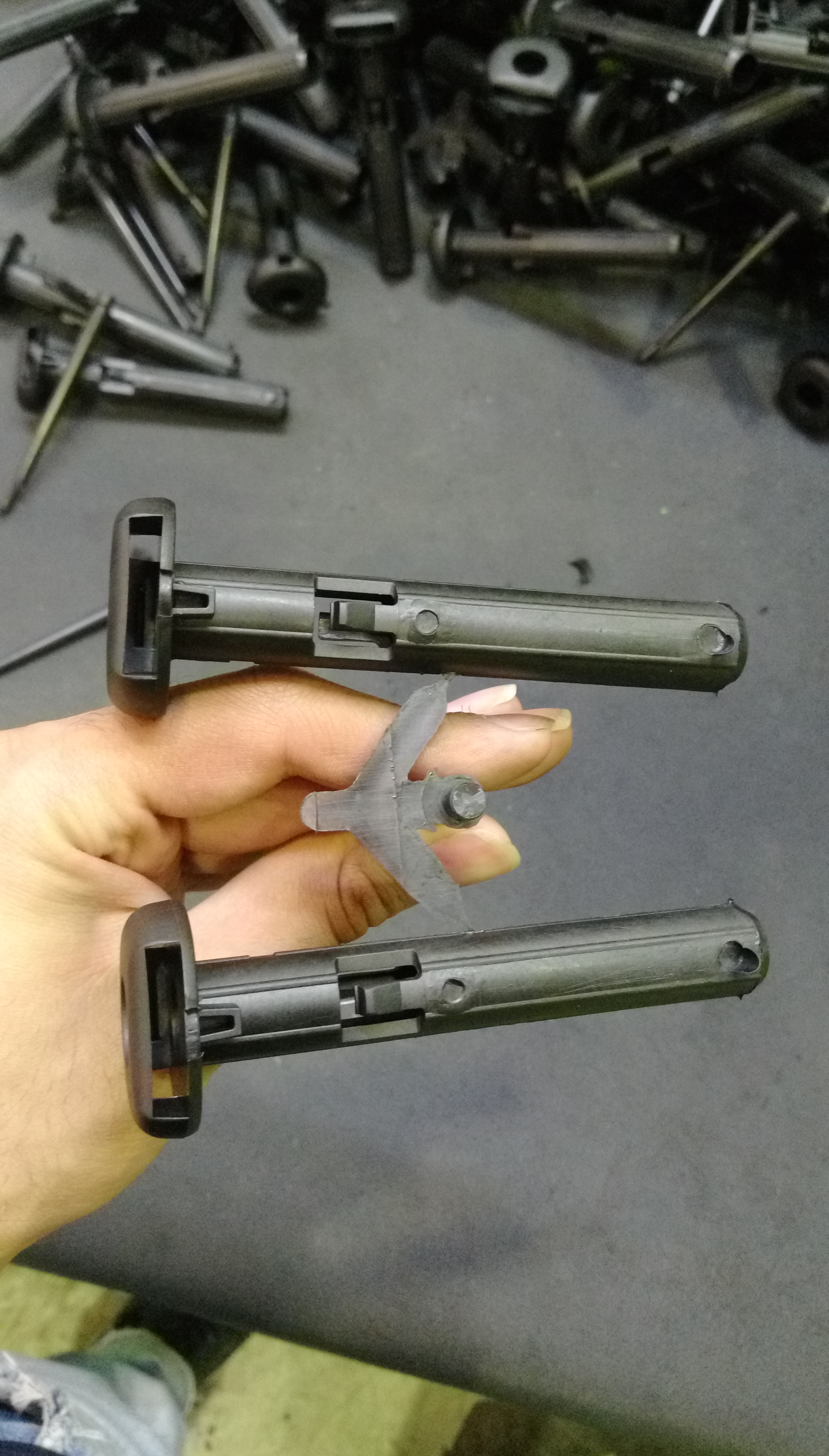
تولید همزمان دو قطعه در یک مرحله

 یکی از روش‌هایی است که رنج وسیعی از مواد را در نظر می 
گیرد. با سرعت بالایی می‌تواند محصولی با هندسه‌های پیچیده را تولید کند. در صورت تولید با تیراژهای بالا می‌تواند هزینه‌های نهایی را به شدت کاهش دهد.
اما زمانی که برای تولید قطعه یک ماده اولیه گران قیمت و ارزشمند استفاده می شود، قالب تزریق پلاستیک خیلی متداول نیست، زیرا هدر رفت ماده اولیه در این روش از دیگر روش ها نظیر قالب فشرده سازی بیشتر است.

## چه زمانی برای ساخت قطعات پلاستیکی از روش قالب تزریق پلاستیک استفاده می شود؟
زمان تولید قطعات پلاستیکی به روش قالب تزریق پلاستیک بسیار کوتاه است پس زمانی که سفارش قطعه پلاستیکی به صورت انبوه یا تیراژ بالا است قالب سازی به روش قالب تزریق پلاستیک بسیار متداول است. 
از طرفی دیگر تولید قطعه پلاستیکی پیچیده با جزئیات بالا با استفاده از دیگر روش های قالب سازی پلاستیک خیلی متداول نیست، هرچه پیچیدگی طرح قطعه پلاستیکی بیشتر باشد و جزئیات ریز تر استفاده از قالب تزریق پلاستیک مقرون به صرفه تر خواهد بود. 

## معایب روش تزریق پلاستیک
پیچیدگی‌های طراحی قالب بسیار قابل‌توجه بوده و طراحی قالب‌ها به افراد متخصص و با تجربه در این زمینه نیاز دارد. در صوتی که تعداد تولیدان کم باشد با توجه به هزینه اولیه بالای طراحی و ساخت روشی با صرفهٔ اقتصادی برای تولید محصول نمی‌باشد.
1. انواع دستگاه‌های تزریق پلاستیک از نظر حرکت مواد از داخل بوش اسکرو: عمودی - افقی

سیکل تولید در فرایند قالب تزریق پلاستیک متغیر بوده‌است و زمان کامل شده این سیکل به کامل شدن چهار مرحله بستگی دارد که این مراحل وابستگی نزدیکی با مقدار مورد نیاز مواد تزریق شده و فشار مورد نیاز دارند. این فرایند شامل مراحل زیر می‌باشد:
1. بستن قالب تزریق پلاستیک:

پیش از تزریق مواد به داخل قالب، ابتدا دو نیمهٔ قالب بایستی توسط نیروی کلمپ به یکدیگر چفت شوند و شرایط را برای تزریق مواد فراهم می‌آورد. دستگاه‌هایی با قالب‌های بزرگتر و مواد مورد نیاز بیشتر جهت تزریق وارد سیکل طولانی تری خواهند شد.
1. تزریق پلاستیک:

مواد پلاستیکی خام به شکل تکه‌های پلاستیک از قسمت بوش اسکرو به قاب تزریق می‌شوند در حین این فرایند، مواد بواسطه اِعمال حرارت و فشار ذوب و سریعاً به داخل قالب تزریق وارد می‌گردد.
1. خنک‌کاری قالب تزریقی:

مواد مذاب درون قالب در حین تماس با سطح داخلی آن، حرارت خود را از دست خواهد داد. همزمان، مواد شکل و حالت قطعه موردنظر را به خود می‌گیرد
همچنین برای خنک کاری آبراه‌هایی در قالب در نظر گرفته شده هستند که آب سرد از یک طرف وارد و از سمتی دیگر با دوایی بیشتر قالب را ترک می‌کند این عمل سوای اینکه زمان خنک شدن و در کل زمان کامل شدن سیکل را کامل می‌کند بلکه به افزایش طول عمر قالب نیز کمک می‌کند.

### خروج قطعه پلاستیکی
پس از گذشتن زمان کافی، قطعه سرد شده می‌تواند توسط سیستم پرانِ سوار شده در نیمهٔ پشتی قالب، از درون آن خارج گردد.
با این مراحل با تکرار به تولید محصولات مشابه می‌انجامد.

## راهگاه
راهگاه کانالی است که جریان مذاب پلاستیک را از خروجی بوش تزریق به سمت محل‌های تزریق هدایت می‌کند.

### انواع راهگاه‌ها
- راهگاه گرم

مواد مذاب پس از ورود به قالب در تمام طول مسیر تا ورودی قطعه حالت خود را به صورت سیال حفظ می‌نماید. این سیستم با وجود محدودیت‌هایش دارای کیفیت با لایی بوده و کاربردش روز به روز در حال گسترش می‌باشد.
- راهگاه سرد

در سیتم راهگاه سرد پس از هر مرحلهٔ تزریق راهگاه منجمد شده و به همراه قطعه از قالب خارج می‌شود.

## برخی از مزایای سامانه راهگاه گرم
کاهش هدر رفت و اتلاف مواد و متعاقباً کاهش هزینه‌ها
کوتاه شدن زمان تولید قطعهٔ مورد نظر

## اجزای کلی قالب تزریق
قالب‌ها متشکل از دو نیمهٔ اصلی می‌باشند: صفحه A - صفحه B
هر دو نیمهٔ قالب درون دستگاه تزریق پلاستیک جاسازی شده ولی تنها یکی از نیمه‌ها توانایی جابجا شدن دارد که شرایط را برای باز و بسته شدن قالب فراهم می‌کند در نتیجه، دو نیمهٔ قالب می‌توانند از یکدیگر فاصله گرفته یا به یکدیگر متصل شوند. خط تماس دو نیمه را مرز قطعه‌گیری نامیده می‌شود
دو فاکتور اصلی هر قالب، هسته و کویتهٔ قالب می‌باشند. زمانی که قالب بسته‌است، فاصله بین هسته و کویتهٔ قالب محل شکل‌گیری قطعهٔ موردنظر را تشکیل می‌دهد. با توجه به این موضوع، از قالب‌های دارای چند کویته می‌توان برای تولید همزمان چندین قطعهٔ مشابه یا متفاوت استفاده کرد که به نوبهٔ خود نقش به سزایی در افزایش سرعت تولید مطلوب خواهد داشت.
همین‌طور که قابل انتظار است در پروسه باز و بسته شدن قالب هوایی در قالب محبوس می‌شود که می‌تواند باعث اشکالاتی در هندسهٔ کلی قطعه ایجاد کند یا به کلی قطعه را غیرقابل استفاده کند پس هوای محبوس درون قالب می‌تواند از طریق دریچه‌های هوای تعبیه شده در مرز قطعه‌گیری قالب به خارج از آن منتقل شود. در صورت در نظر گرفتن این مهم هوای محبوس از نفوذ مواد به قالب جلوگیری کرده و نقص‌هایی را نیز به همراه خواهد داشت. همچنین فشردگی هوای محبوس می‌تواند به میزانی باشد که موجب سوزاندن مواد مذاب اطراف شود.